# 피트 마라비치

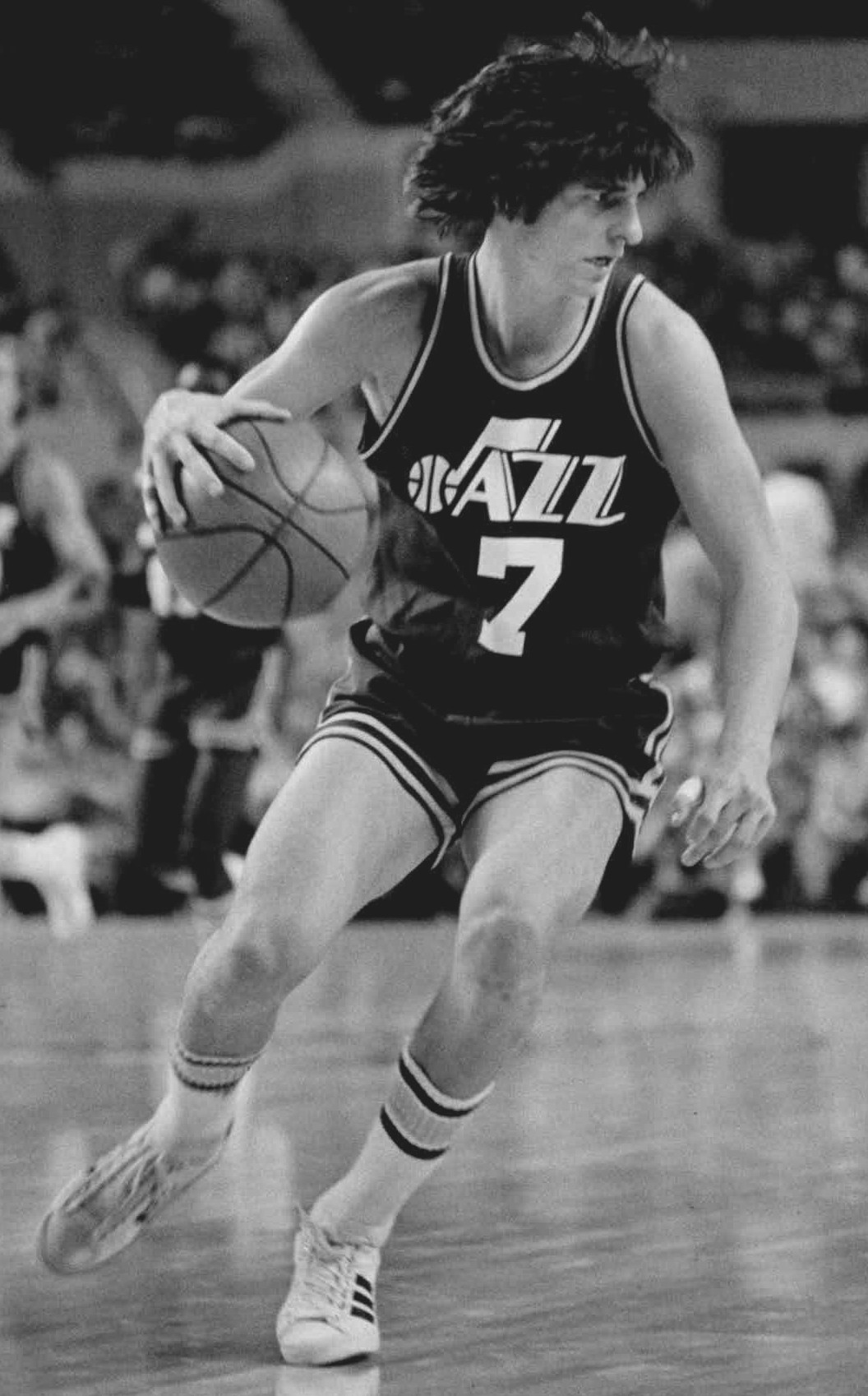
1977년 모습 (유타 재즈)

피트 마라비치(Pete Maravich, 본명: Peter Press Maravich, /ˈmɛərəˌvˈtʃ/ MAIR-ə-vitch, 1947년 6월 22일 ~ 1988년 1월 5일, 별명: Pistol Pete)는 세르비아 출신의 미국 프로 농구 선수였다. 대학 시절 루이지애나 주립 대학교의 타이거스 농구팀에서 뛰었다. 아버지 프레스 마라비치(Press Maravich)는 팀의 수석 코치였다. 마라비치는 3,667득점, 경기당 평균 44.2득점을 기록하며 NCAA 디비전 I 남자 득점 선두를 달리고 있다. 그의 모든 업적은 3점 라인과 공격시계가 도입되기 전에, 그리고 당시 NCAA 규정에 따라 신입생으로 대표팀에서 경기를 할 수 없었음에도 불구하고 달성되었다.
마라비치는 1970년 NBA 드래프트에서 애틀랜타 호크스에 의해 선발되어 팀에서 4시즌을 뛰었다. 그는 당시 확장 팀이었던 뉴 올리언스 재즈로 트레이드되어 남은 경력의 대부분을 함께 보냈다. 그의 마지막 시즌은 재즈와 보스턴 셀틱스로 나뉘었다. 부상으로 인해 마라비치는 10년간의 프로 농구 경력을 쌓은 후 1980년에 결국 은퇴하게 되었다. 그는 프로 경력 동안 올스타에 5번 선정되었고 4개의 All-NBA 팀에 선정되었다.
네이스미스 기념 농구 명예의 전당에 입성한 최연소 선수 중 한 명인 마라비치는 역대 최고의 창의적인 공격 재능 중 한 명이자 역대 최고의 볼 핸들러 중 한 명으로 간주되었다. 1988년 픽업 게임 도중 40세의 나이로 갑자기 심장 결함으로 사망했다. 마라비치는 1996년 NBA 50주년 기념팀에, 2021년에는 75주년 기념팀에 이름을 올렸다.